# Preda

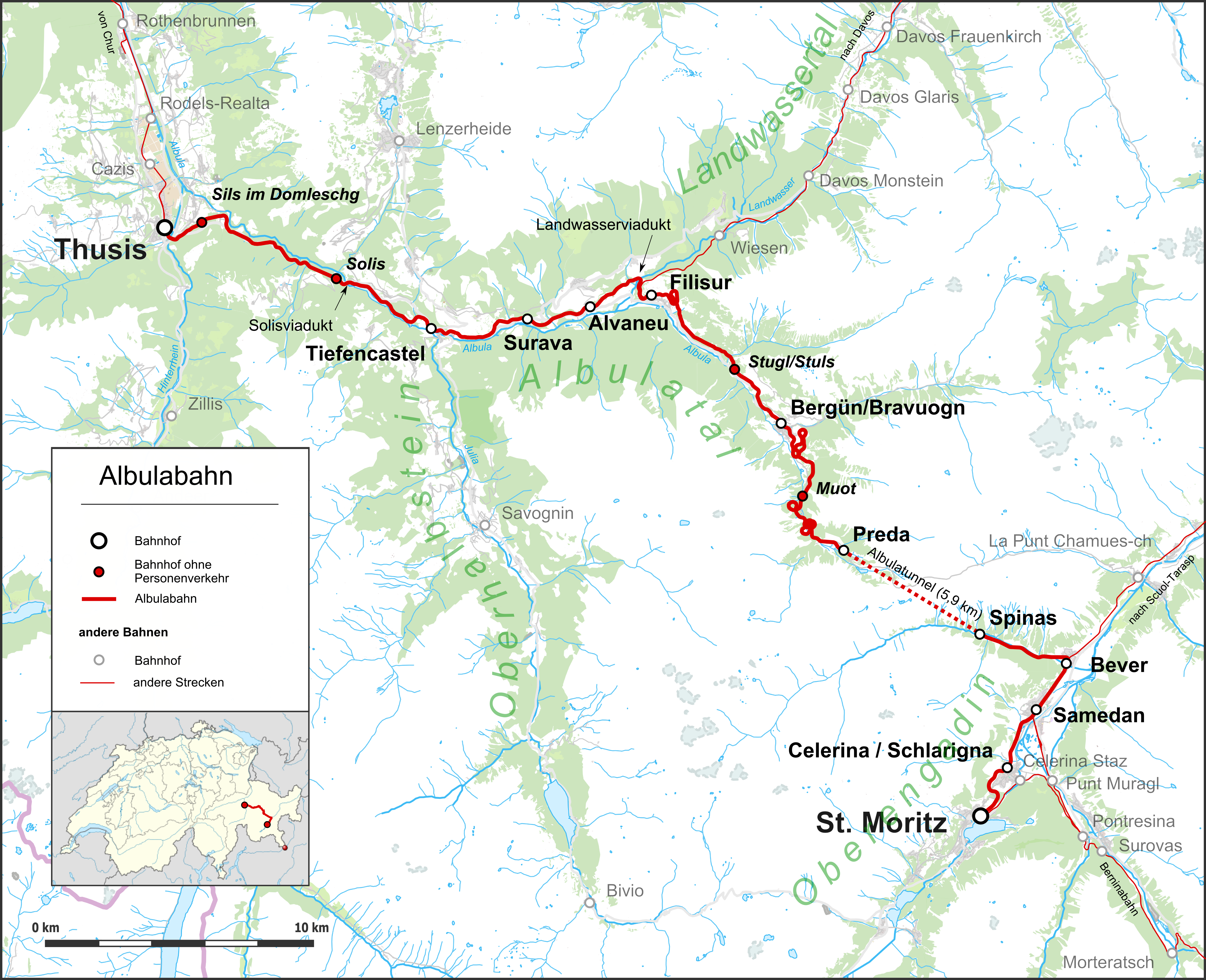
Preda an der Albulabahn

Historisches Luftbild von Werner Friedli, 1947

Preda ⓘ ist eine kleine Ortschaft der Schweizer Gemeinde Bergün Filisur (bis Ende 2017 Bergün/Bravuogn) im oberen Tal der Albula in den Albula-Alpen. Es liegt an der Strasse über den Albulapass auf 1789 Metern über Meer und am Nordportal des Albulatunnels der Rhätischen Bahn. In Preda endet die Rampe der Albulabahn, die von Bergün/Bravuogn bis Preda einen Höhenunterschied von 416 m überwindet und von Chur bzw. Davos nach St. Moritz führt, an der Streckenführung des Glacier-Express. 

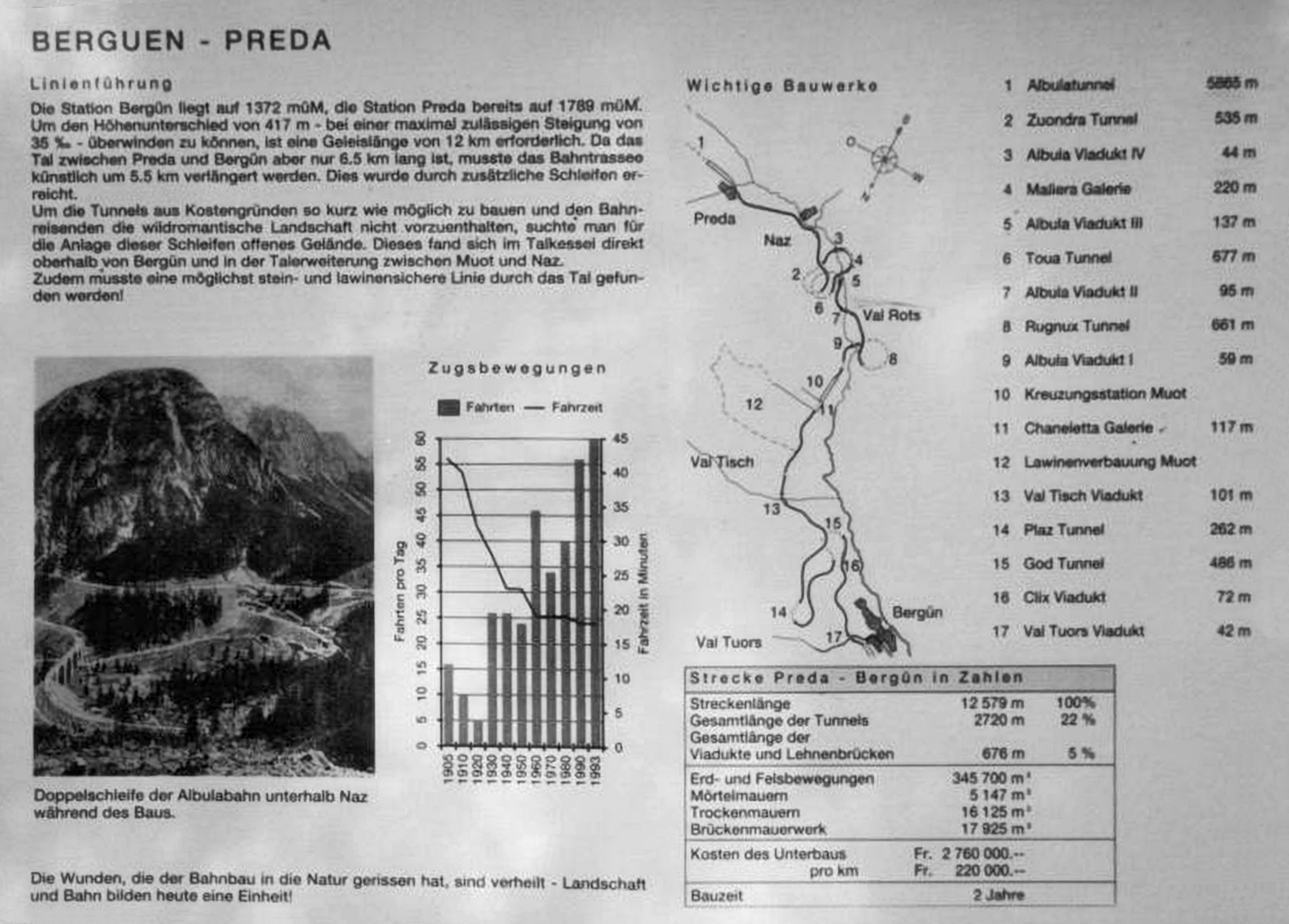
Westauffahrt der Albulabahn bis Preda

Neben dem Bahnhof, einem wichtigen Kreuzungspunkt mit längerer zweigleisiger Strecke und Rangierbereich mit Abstellgleisen, gibt es in Preda ein Hotel, ein Gast- und Gruppenhaus, einen Bauernhof und mehrere Chalets. Seit dem Bau der Eisenbahnstrecke gibt es auch ein Wasserkraftwerk, das durch einen Stollen vom Palpuognasee mit Wasser versorgt wird. Der Talboden wird landwirtschaftlich genutzt, oberhalb gibt es umfangreiche Waldflächen. Jenseits der Baumgrenze liegen mehrere Alpen. In unmittelbarer Nähe von Preda liegt talabwärts die Maiensässsiedlung Naz.
Oberhalb Preda gilt die Wintersperre des Passes. Unterhalb Preda bis Bergün/Bravuogn dient die Strasse im Winter als Naturschlittelbahn (längste Naturschlittelbahn Europas). Der Transport der Schlittler erfolgt mit regulären Zügen und zusätzlichen «Schlittelzügen» nach Preda. Im Winter gibt es bei Preda einen Schneeschuhtrail. 
Im Sommer stehen zahlreiche Wanderwege zur Verfügung. Preda ist Ausgangspunkt eines 7 km langen Bahnlehrpfades nach Bergün/Bravuogn, der meist der Bahnstrecke talabwärts folgt, und Etappenort des Wanderwegs Via Albula/Bernina. Über die Fuorcla Crap Alv gelangt man von Preda nach Spinas und Bever im Oberengadin. 
Östlich von Preda, am 2312 Meter hohen Albulapass, liegt die Wasserscheide zwischen Rhein (Nordsee) und Inn (Schwarzes Meer).
Im Sommer 2014 wurde mit dem Neubau des Albulatunnels (2. Röhre) begonnen. Seit Juni 2024 ist der Albulatunnel fertig.